# Terrassa Reds 2019
Questa voce raccoglie le informazioni riguardanti i Terrassa Reds nelle competizioni ufficiali della stagione 2019.

## XXXI LCFA Senior

### Stagione regolare
| 4 novembre 2018, ore 12:30 | Terrassa Reds | 28 – 13 referto | Santa Coloma de Cervelló Legends |  |

| 17 novembre 2018, ore 17:00 | Barcelona Uroloki | 7 – 0 referto | Terrassa Reds |  |

| 1º dicembre 2018, ore 18:30 | Terrassa Reds | 17 – 28 referto | L'Hospitalet Pioners |  |

| 16 dicembre 2018, ore 11:30 | Barcelona Búfals | 0 – 19 referto | Terrassa Reds |  |

| 13 gennaio 2019, ore 12:30 | Terrassa Reds | 48 – 0 referto | Reus Imperials |  |

| 27 gennaio 2019, ore 17:00 | Ducs Football | 21 – 40 referto | Terrassa Reds |  |

| 10 febbraio 2019, ore 12:30 | Terrassa Reds | 20 – 14 referto | Barcelona Pagesos |  |

| 24 febbraio 2019, ore 17:00 | Argentona Bocs | 0 – 21 referto | Terrassa Reds |  |

| 10 marzo 2019, ore 12:30 | Terrassa Reds | 14 – 20 referto | Barberá Rookies |  |

| 24 marzo 2019, ore 12:30 | Terrassa Reds | 21 – 6 referto | Riudoms Rebels |  |

| 7 aprile 2019, ore 11:30 | Vilafranca Eagles | 0 – 40 referto | Terrassa Reds |  |

### Playoff
| 28 aprile 2019, ore 16:30 | Barcelona Uroloki | 15 – 12 referto | Terrassa Reds |  |

## Statistiche di squadra
| Competizione      | %Vittorie | In casa | In casa | In casa | In casa | In casa | In casa | In trasferta | In trasferta | In trasferta | In trasferta | In trasferta | In trasferta | Totale | Totale | Totale | Totale | Totale | Totale |
| Competizione      | %Vittorie | G       | V       | N       | P       | Pf      | Ps      | G            | V            | N            | P            | Pf           | Ps           | G      | V      | N      | P      | Pf     | Ps     |
| ----------------- | --------- | ------- | ------- | ------- | ------- | ------- | ------- | ------------ | ------------ | ------------ | ------------ | ------------ | ------------ | ------ | ------ | ------ | ------ | ------ | ------ |
| Stagione regolare | .727      | 6       | 4       | 0       | 2       | 148     | 81      | 5            | 4            | 0            | 1            | 120          | 28           | 11     | 8      | 0      | 3      | 268    | 109    |
| Playoff           | .000      | 0       | 0       | 0       | 0       | 0       | 0       | 1            | 0            | 0            | 1            | 12           | 15           | 1      | 0      | 0      | 1      | 12     | 15     |
| Totale            | .667      | 6       | 4       | 0       | 2       | 148     | 81      | 6            | 4            | 0            | 2            | 132          | 43           | 12     | 8      | 0      | 4      | 280    | 124    |